# Playas de la Vicente Guerrero
Playas de la Vicente Guerrero är en ort i Mexiko.   Den ligger i kommunen Ensenada och delstaten Baja California, i den nordvästra delen av landet, 2 100 km nordväst om huvudstaden Mexico City. Playas de la Vicente Guerrero ligger 10 meter över havet och antalet invånare är 634.
Terrängen runt Playas de la Vicente Guerrero är platt åt sydväst, men åt nordost är den kuperad. Havet är nära Playas de la Vicente Guerrero åt sydväst. Runt Playas de la Vicente Guerrero är det glesbefolkat, med 8 invånare per kvadratkilometer. Närmaste större samhälle är Vicente Guerrero, 5,4 km norr om Playas de la Vicente Guerrero. Omgivningarna runt Playas de la Vicente Guerrero är i huvudsak ett öppet busklandskap.